# Rankovićismo

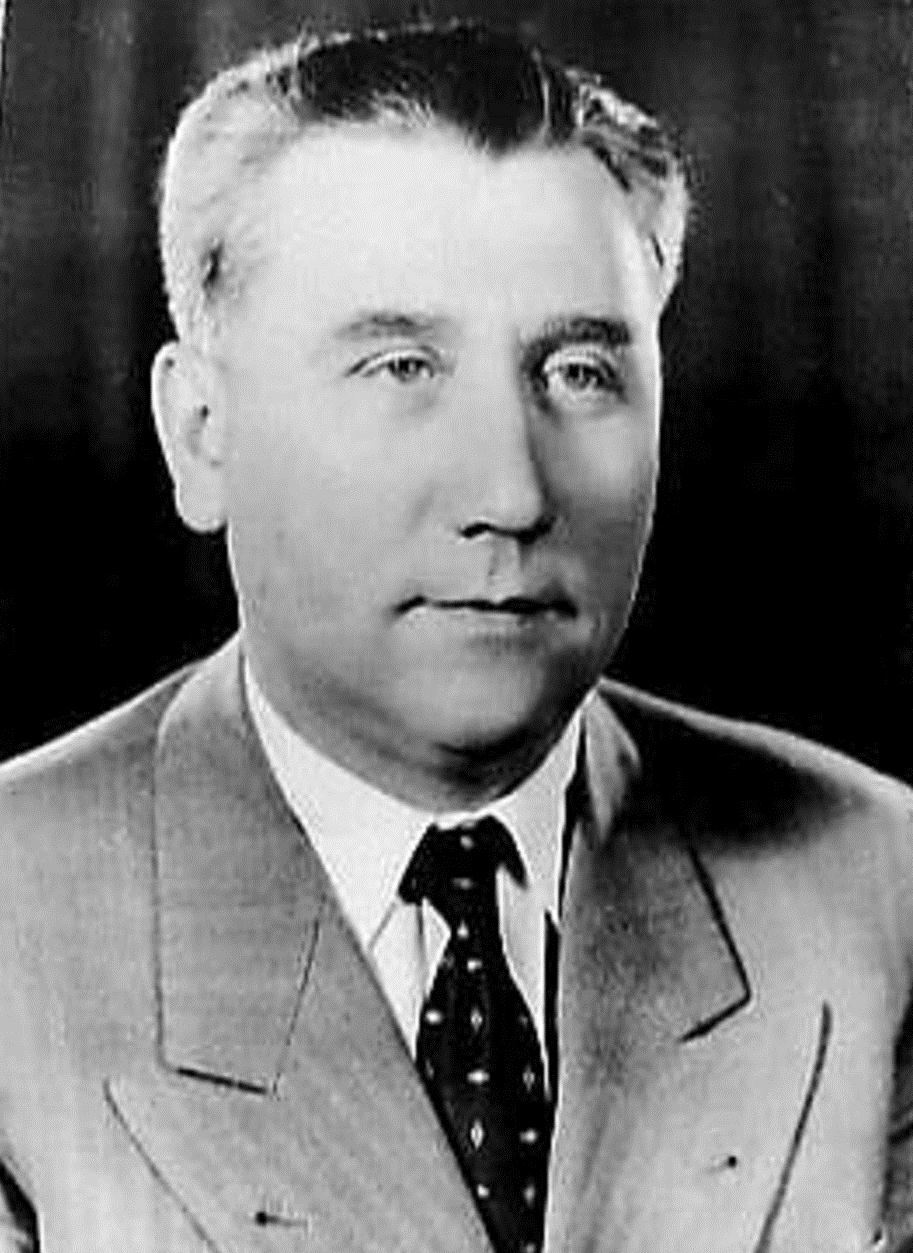
Aleksandar Ranković, político comunista iugoslavo

Rankovićismo refere-se a uma ideologia política prevalente na República Socialista Federativa da Iugoslávia, baseada nas visões políticas do oficial comunista sérvio e ex-líder partisan iugoslavo Aleksandar Ranković.  
Promove uma Iugoslávia centralizada e a sua oposição à descentralização de poderes para as repúblicas constituintes, que ele considerava que colocaria em risco tanto a unidade da Iugoslávia como a unidade dos sérvios.  Rankovićismo era comumente usado como um termo pejorativo na Iugoslávia após sua remoção política forçada, e se tornou tabu no país após a década de 1960 devido às suas conotações negativas.   No entanto, houve pessoas que procuraram redimir o legado de Ranković aos olhos do público, como Dobrica Ćosić .  Milovan Đilas disse que “Ranković deveria ser reabilitado imediatamente” e disse que “ele não merecia as duras medidas que foram tomadas contra ele”. 

## Visão geral
Durante muitos anos, Ranković esteve no círculo íntimo de Josip Broz Tito. Ranković foi afastado do cargo devido à pressão dos seus oponentes, que o acusaram de promover o hegemonismo sérvio na Iugoslávia.  A destituição de Ranković resultou na ascensão ao poder dos defensores da descentralização e numa revisão maciça da constituição da Jugoslávia em 1974, que descentralizou muito poder para as repúblicas e deu ao Kosovo e à Voivodina quase o mesmo nível de poder que as repúblicas. 
A popularidade das políticas de Ranković na Sérvia ficou evidente em seu funeral em 1983, quando um grande número de pessoas compareceu ao funeral. Muitos consideraram Ranković um líder “nacional” sérvio.  No início da década de 1980, muitos anti-Titoístas invocaram Ranković como sua causa célebre .  Eles alegaram que a expulsão de Ranković foi um símbolo da subjugação da Sérvia pelo Titoísmo.  As políticas de Ranković foram percebidas como a base das políticas de Slobodan Milošević da década de 1980.  

## Políticas específicas e legado
Ranković procurou garantir a posição dos sérvios e montenegrinos no Kosovo, eles dominaram o governo, as forças de segurança e o emprego industrial no Kosovo.  Ranković, como chefe das forças de segurança da UDBA da Iugoslávia, apoiou uma abordagem de linha dura em relação aos albaneses no Kosovo, que eram comumente acusados de prosseguirem atividades sediciosas, incluindo o separatismo, e eram perseguidos devido a essas alegações. 

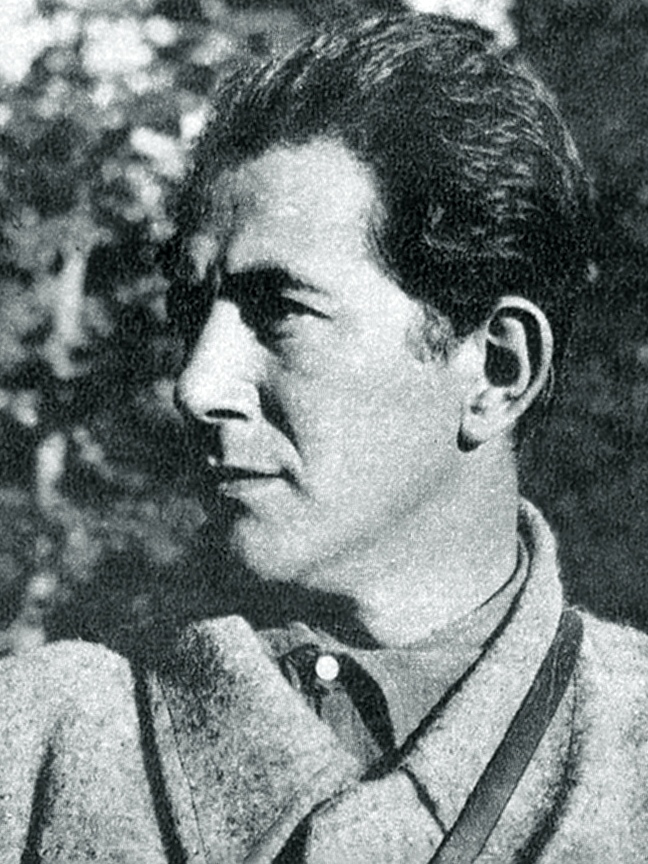
Milovan Đilas, político montenegrino e ex-líder partisan iugoslavo, defendeu a reputação de Ranković e disse que "Ranković deveria ser reabilitado imediatamente", acreditando que Ranković havia sido maltratado.

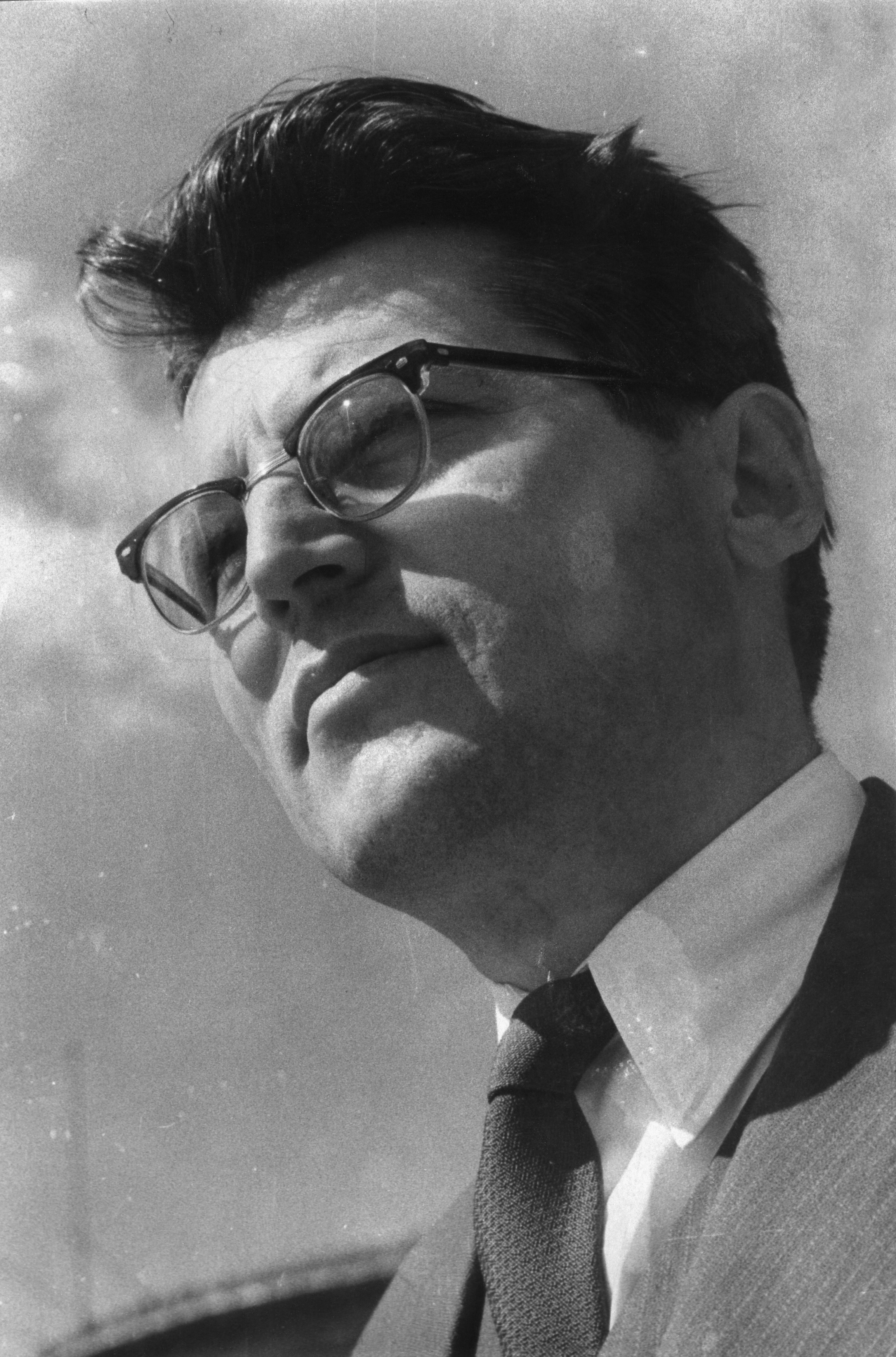
Dobrica Ćosić Escritor e político sérvio, presidente da República Federal da Iugoslávia (1992–1993). Ćosić apoiou fortemente as políticas de Aleksandar Ranković.

O Presidente Tito concedeu às forças de segurança de Ranković a tarefa de controlar os albaneses.  Ranković apoiou um sistema centralizado de estilo soviético.  Ele era contra a população albanesa ganhar mais autonomia no Kosovo e Ranković tinha dúvidas e uma forte antipatia pelos albaneses.   O Kosovo foi visto por Ranković como uma ameaça à segurança do país e à sua unidade. 
Após a Ruptura Tito–Stalin (1948), os albaneses locais foram vistos pelo Estado como possíveis colaboradores da Albânia pró-soviética e, consequentemente, o Kosovo tornou-se uma área de foco para o serviço secreto e a força policial sob o comando de Ranković.  Durante a campanha de Ranković, membros da intelectualidade albanesa foram alvos, enquanto milhares de outros albaneses foram submetidos a julgamentos e presos por "stalinismo".  Ranković foi um dos associados políticos próximos e influentes de Tito que supervisionou os expurgos de comunistas acusados de serem pró-Stalin após a cisão soviético-iugoslava.  A polícia secreta que operava na Macedônia, Montenegro e Sérvia estava sob o controle total de Ranković, ao contrário da Bósnia, Croácia e Eslovênia, devido às tensões nacionais na organização.  Ranković foi considerado uma figura dos elementos políticos conservadores da Iugoslávia que não eram a favor da democratização ou da reforma. 
Entre 1945 e 1966, Ranković manteve o controlo da minoria sérvia sobre o Kosovo, habitado principalmente por albaneses, através de políticas repressivas anti-albanesas por parte da polícia secreta.       No Kosovo, o período de 1947-1966 é coloquialmente conhecido como "a era Ranković".  Durante este tempo, o Kosovo tornou-se um estado policial sob Ranković e sua força policial secreta.  As políticas promovidas pelos nacionalistas sérvios foram empregadas contra os albaneses por Ranković, envolvendo terrorismo e assédio.  Estes esforços foram empreendidos através do pretexto de buscas ilegais de armas ou de acções policiais que envolveram tortura e a morte de alegados e reais opositores políticos, muitas vezes designados por “irredentistas”.  Em menor grau, Ranković também empreendeu campanhas semelhantes contra os húngaros da Voivodina e os muçulmanos de Sandžak.  Ranković, juntamente com outros membros comunistas sérvios, opôs-se ao reconhecimento da nacionalidade bósnia.   
O Kosovo, sob o controlo de Ranković, era visto pela Turquia como o indivíduo que implementaria o "Acordo de Cavalheiros", um acordo alcançado entre Tito e o ministro das Relações Exteriores turco, Mehmet Fuat Köprülü, em 1953, que promoveu a emigração albanesa para a Anatólia.  Os fatores envolvidos no aumento da migração foram a intimidação e a pressão sobre a população albanesa para sair através de uma campanha liderada por Ranković que foi oficialmente declarada como tendo como objetivo conter o nacionalismo albanês.    O islamismo no Kosovo nessa época era reprimido, e tanto os albaneses como os muçulmanos eslavos do sul eram encorajados a declararem-se turcos.  Um grande número de albaneses e muçulmanos de sandžak deixaram a Jugoslávia para a Turquia,   enquanto famílias montenegrinas e sérvias foram instaladas no Kosovo durante o período de Ranković.  A oposição às suas políticas rígidas sobre o Kosovo e também às políticas empreendidas na Croácia e na Eslovénia cresceu.  O poder e a agenda de Ranković diminuíram na década de 1960 com a ascensão ao poder de reformadores que buscavam a descentralização e a preservação do direito à autodeterminação nacional dos povos da Iugoslávia. 
Em resposta à sua oposição à descentralização, o governo iugoslavo removeu Ranković do cargo em 1966, sob várias alegações, incluindo a de que ele estava espionando Tito.  O processo começou com Tito ordenando a investigação da UDBA; no entanto, uma das condenações mais vocais e francas de Ranković veio de membros da Liga dos Comunistas da Sérvia, especificamente da Liga dos Comunistas do Kosovo, que foi considerada uma condenação muito extrema por Tito, que os manteve consternados, e era profundamente impopular entre os sérvios, que em geral apoiavam Ranković.  O seu relatório declarou que as forças de segurança no Kosovo sob a liderança de Ranković perseguiram activamente aqueles de nacionalidade albanesa e disse que "o fundamento ideológico de tal política sob a competência da Sérvia é o nacionalismo e o chauvinismo".  Ao ouvir numa reunião as alegações de abuso de poder por parte de Ranković e de abuso de albaneses, conforme relatado por Veli Deva, o Secretário do Comité Regional do Kosovo, Mihailo Švabić, um membro sérvio do Comité Central do LCS, disse que estava "envergonhado - como comunista, como sérvio e como homem - enquanto ouvia a apresentação do camarada Deva".  O comunista sérvio Spasenija Babović pediu que Ranković fosse expulso do partido, e o Comitê Central do LCS concordou com este pedido. 
Após a sua demissão, a repressão governamental de Ranković no Kosovo contra os albaneses foi revelada,  e a sua busca patriótica para proteger a região foi desmascarada.  Os albaneses ganharam maior liberdade na Iugoslávia como consequência da queda de Ranković.    A remoção de Ranković foi recebida positivamente pelos albaneses e alguns outros iugoslavos, ao passo que gerou preocupações na Iugoslávia de que os sérvios se tornariam vulneráveis e careceriam de protecção no Kosovo.  Tito fez uma visita ao Kosovo (primavera de 1967) e admitiu ter cometido erros em anos anteriores. 
Os sérvios ficaram furiosos com a expulsão de Ranković, considerando-a um ataque à Sérvia. Os apoiantes sérvios de Ranković protestaram e disseram afirmações como "tudo isto foi dirigido à Sérvia" e que "a Sérvia já não tem um representante que represente os seus interesses", e adoptaram slogans como "a Sérvia está em perigo" e que "as melhores pessoas da Sérvia estão a sair".  Os nacionalistas sérvios dentro do partido comunista avisaram Tito que a remoção de Ranković era uma ofensa imperdoável para os sérvios no país, uma vez que ele representava a Sérvia.  Para uma facção dentro do partido comunista sérvio que visava a centralização do Estado, Ranković era visto como um defensor dos interesses sérvios.  As perspectivas sobre Ranković entre os sérvios do Kosovo eram de esperança de um retorno às condições da época, pois ele representava a ordem e a paz.   Para os albaneses do Kosovo, Ranković tornou-se um símbolo que representava a miséria e o sofrimento, uma vez que o associavam a acções negativas para com eles.  
Após a deposição de Ranković em 1966, a agenda dos reformadores pró-descentralização na Iugoslávia, especialmente da Eslovênia e dad Croácia, conseguiu no final da década de 1960 obter uma descentralização substancial de poderes, criando uma autonomia substancial no Kosovo e na Voivodina e reconhecendo uma nacionalidade muçulmana iugoslava (agora chamada de bósnia).   
À medida que o conflito étnico albanês-sérvio no Kosovo se acelerava a partir de 1981, os sérvios começaram a referir-se abertamente à era Ranković como um momento ideal e adoptaram Ranković como uma figura heróica.  Durante a agitação albanesa-sérvia, os sérvios afirmaram que "precisamos de outro Ranković".  Após a morte de Ranković em 1983, seu funeral foi assistido por mais de 100.000 pessoas que gritaram seu nome e transformaram o evento em uma manifestação nacionalista.  Os nacionalistas sérvios apoiaram Ranković, como Dobrica Ćosić, que observou que o funeral de Ranković em 1983, onde os sérvios elogiaram Ranković, foi "acima de tudo uma demonstração nacionalista. Foi um gesto verdadeiro e amplamente eficaz, uma verdadeira revolta nacionalista [de] solidariedade com um comunista sérvio que foi vítima de uma grande injustiça."  Ćosić desde o início dos anos 1980 escreveu obras que elogiavam Ranković e diziam que Ranković era respeitado pelo campesinato sérvio, dizendo "Enquanto os intelectuais e toda a burocracia do partido acreditavam que era bom que Ranković caísse, os camponeses o viam como um homem que defendia a Iugoslávia e representava a Sérvia à frente do partido, convencidos de que ele era um homem honrado e estadista." 
Em 1986, foi fundado um movimento conhecido como Comitê do Kosovo de Sérvios e Montenegrinos que promoveu a restauração das políticas da era Ranković.  O Comité alegou que os albaneses estavam a cometer “genocídio” contra os sérvios e os montenegrinos, exigiu uma purga em larga escala dos líderes albaneses e afirmou que a alegada perseguição aos sérvios exigia que os militares jugoslavos interviessem e estabelecessem um regime militar no Kosovo.  O Comité organizou protestos em massa e obteve apoio entre os quadros comunistas sérvios que tinham sido afastados do cargo após a destituição de Ranković, entre outros apoiantes.  Mais tarde, em 1986, estes eventos e percepções culminaram no Memorando da Academia Sérvia de Ciências e Artes escrito por vários oficiais comunistas sérvios que acusavam Tito e Kardelj de terem tentado "destruir a Sérvia". 

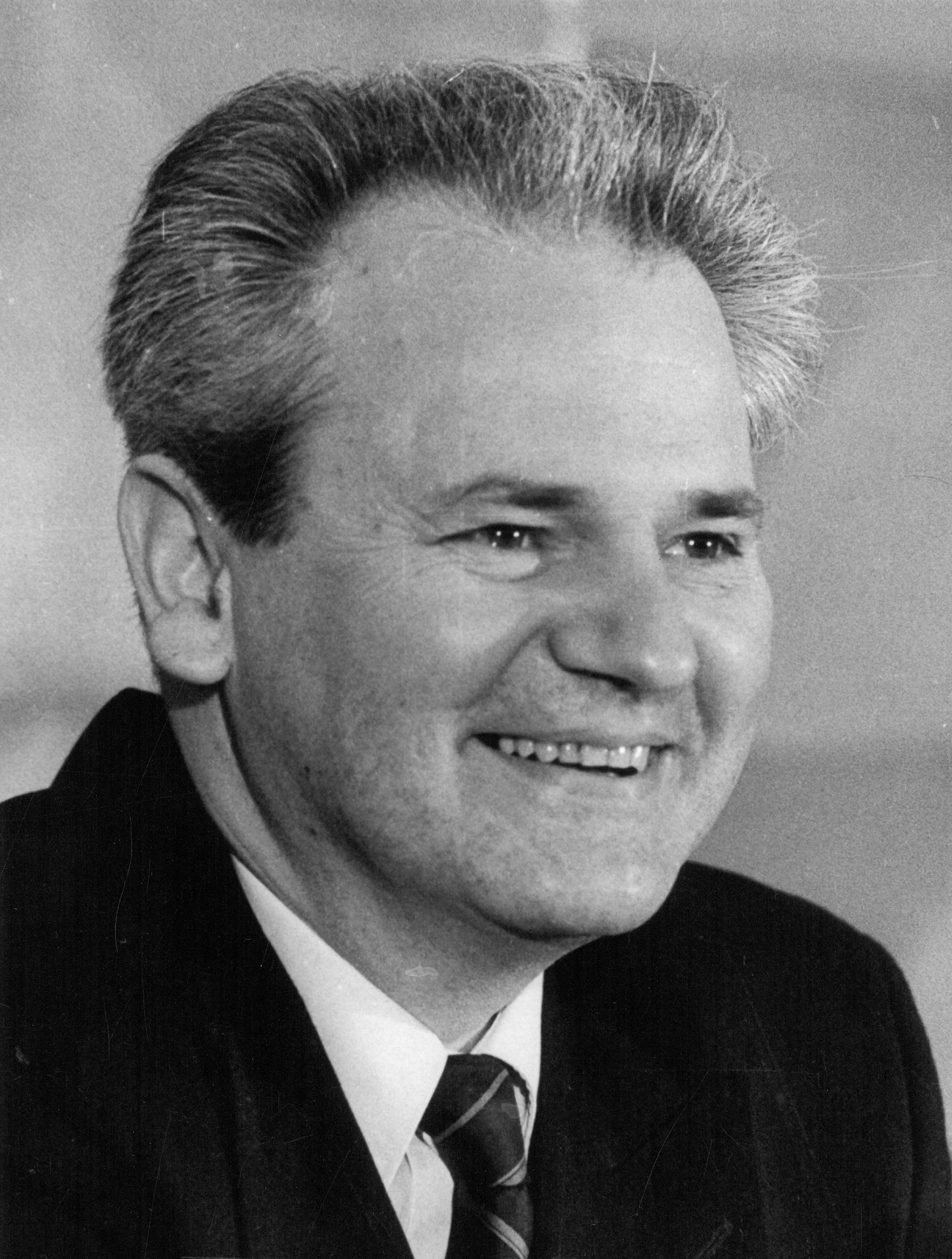
Slobodan Milošević, Presidente da Sérvia (1989–1997), Presidente da República Federal da Iugoslávia (1997–2000)

Slobodan Milošević foi considerado como tendo sido influenciado pela política em torno de Ranković.   O amigo próximo de Milošević, Jagoš Đuretić, afirmou que Milošević ficou pessoalmente "perplexo" com a magnitude da manifestação nacionalista nos serviços funerários privados de Ranković, já que Ranković havia sido previamente assumido entre os oficiais comunistas como tendo sido politicamente destruído e desacreditado por sua deposição em 1966.  Đuretić diz que a observação do funeral de Ranković causou uma profunda impressão em Milošević.  A ascensão de Milošević ao poder na Sérvia foi considerada na Iugoslávia como "trazer Ranković de volta", já que Milošević se opôs à Constituição de 1974 que descentralizou a Iugoslávia de sua natureza centralizada anterior, quando Ranković tinha influência no governo iugoslavo.  Milošević declarou no seu discurso de tomada de posse como Presidente sérvio em 1989 que a Constituição de 1974 estava obsoleta, que se opunha à sua natureza descentralizada e exigia uma nova constituição em que apenas um pequeno número de questões exigiria o consenso de todas as repúblicas, e que uma soberania centralizada deveria ser exercida pela federação jugoslava como um todo, e não dentro das suas repúblicas individuais. 
A esposa de Milošević, Mira Marković, bem como o principal apoiador de Milošević, o Secretário-Geral da Defesa da Iugoslávia, Veljko Kadijević, identificaram os problemas da Iugoslávia como tendo começado no período de 1962-1966, o mesmo período em que a influência de Ranković no governo diminuiu e finalmente com sua destituição do cargo em 1966.  Mica Sparavelo, que tinha sido tenente de Ranković como chefe da UDBa, foi uma figura sérvia chave no Comité de Sérvios e Montenegrinos do Kosovo e apoiou a ascensão de Milošević ao poder.  Ao reabilitar o legado de Ranković, Milošević ganhou o apoio de muitos sérvios. 